# Alcohol béo

Ví dụ về alcohol béo

Alcohol béo (hay alcohol mạch dài) thường là alcohol bậc một mạch thẳng, có trọng lượng phân tử cao, nhưng cũng có thể dao động từ 4–6 cacbon đến nhiều nhất là từ 22–26, có nguồn gốc từ chất béo và mỡ tự nhiên. Chiều dài chuỗi chính xác thay đổi theo nguồn gốc của chất. Một số alcohol béo quan trọng về mặt thương mại là alcohol lauryl, stearyl và oleyl. Chúng là chất lỏng dầu không màu (đối với số lượng carbon nhỏ hơn) hoặc chất rắn dạng sáp, mặc dù các mẫu không tinh khiết có thể có màu vàng. Alcohol béo thường có số nguyên tử cacbon chẵn và một nhóm alcohol duy nhất (–OH) liên kết với cacbon ở đầu và cuối. Một số không bão hòa và một số có phân nhánh. Chúng được sử dụng rộng rãi trong công nghiệp. Đối với các axit béo, chúng thường được gọi chung chung bằng số nguyên tử cacbon trong phân tử, chẳng hạn như "alcohol C12", tức là alcohol có 12 nguyên tử cacbon, ví dụ dodecanol.

## Điều chế và tồn tại
Hầu hết các alcohol béo trong tự nhiên được tìm thấy dưới dạng sáp là các este với axit béo và alcohol béo. Chúng được sản sinh ra bởi vi khuẩn, thực vật và động vật với mục đích nổi, làm nguồn nước và năng lượng trao đổi chất, thấu kính sóng siêu âm (động vật có vú ở biển) và để cách nhiệt ở dạng sáp (ở thực vật và côn trùng).. Alcohol béo không có sẵn cho đến đầu những năm 1900. Ban đầu chúng thu được bằng cách khử các este dạng sáp với natri bằng quá trình khử Bouveault – Blanc. Trong những năm 1930, quá trình hydro hóa xúc tác đã được thương mại hóa, cho phép chuyển đổi các este của axit béo, thường là mỡ động vật, thành rượu. Trong những năm 1940 và 1950, hóa dầu đã trở thành một nguồn quan trọng của hóa chất, và Karl Ziegler đã phát hiện ra trùng hợp của ethylene. Hai phát triển này đã mở đường cho việc tổng hợp alcohol béo.